# برج اتصالات ۲
برج اتصالات ۲ یک آسمان‌خراش واقع در دبی، امارات متحده عربی می‌باشد.
ساخت این برج در سال ۲۰۰۷ به پایان رسیده و تعداد طبقاتش ۳۳ و ارتفاع آن ۱۸۵ متر می‌باشد.